# Bad Faulenbach
Bad Faulenbach ist ein Stadtteil von Füssen im schwäbischen Landkreis Ostallgäu. Der Ort wurde 1921 eingemeindet und 1968 als Kneippkurort anerkannt. Heute ist Bad Faulenbach ein Kur- und Urlaubsort mit vielen kleinen Kurhotels und Ferienhäusern.

## Geographie
Das Faulenbacher Tal ist eine Senke am westlichen Ende des Falkensteinkamms bei Füssen, durch die der Faulenbach vom Alatsee durch den Mittersee und Obersee fließt. Die nördliche Begrenzung bildet der Kobel, der einen künstlichen Durchbruch für die Zufahrtsstraße von Füssen besitzt: die Morisse. Zwei künstliche Weiher zeugen vom ehemaligen Gipsabbau: der Gipsbruchweiher und das Gipsloch. Der Gipsbruchweiher ist dafür bekannt, während der Blüte der dort vorkommenden Purpurbakterien eine lilafarbene Tönung des Wassers zu haben.
Das Tal ist eine Karstlandschaft mit schwefelhaltigen Quellen und durch Subrosion entstandenen Dolinen. Vom Bayerischen Landesamt für Umwelt wird es als geowissenschaftlich sehr bedeutend und wertvoll eingestuft. Es ist als Landschaftsschutzgebiet, FFH-Gebiet und Vogelschutzgebiet geschützt.

## Geschichte
Funde in einer Höhle am Ländeweg belegen, dass das Faulenbacher Tal schon in der Steinzeit besiedelt war. Im Römischen Reich wurde die Via Claudia Augusta angelegt, die durch das Tal führte und den Lech auf einer wenig flussaufwärts gelegenen Brücke überquerte. Mit dem Ende des Römischen Reichs ging Faulenbach in den Besitz des Papstes über, der es 1014 an Kaiser Heinrich II. übereignete, der es kurze Zeit später dem Hochstift Bamberg schenkte. Die Verwaltung oblag vermutlich schon damals dem Kloster St. Mang.
Der wirtschaftliche Reichtum von Faulenbach wurde begründet durch die Heilquellen, Fischzucht in Weihern entlang des Faulenbachs und Forstwirtschaft. Vom Anfang des 16. bis zum Anfang des 20. Jahrhunderts wurde in Faulenbach Gips abgebaut. Der Faulenbach betrieb mehrere Getreide- und Gipsmühlen.
Nach der Auflösung des Klosters Sankt Mang ging dessen Besitz an das Fürstenhaus Oettingen-Wallerstein, 1839 dann an den Freiherrn von Ponickau. Ab dem Ende des 19. Jahrhunderts entwickelte sich der Tourismus zur wirtschaftlichen Grundlage von Faulenbach. 1848 wurde ein dreistöckiges Kurhaus an der Stelle errichtet, wo bereits ein zum Kloster gehöriges Badhaus gestanden hatte.
Nach dem Bau des Wasserwerks im Baumgarten 1875 lieferte Faulenbach Trinkwasser nach Füssen. 1909 erwarb die Stadt Füssen das ehemalige Kloster und damit auch das Faulenbacher Tal. 1921 wurden am Mittersee und Obersee Naturbäder angelegt. Im selben Jahr, am 1. November 1921, wurde Faulenbach in die Stadt Füssen eingemeindet. 1968 wurde Bad Faulenbach als Kneippkurort anerkannt.

## Sport und Freizeitangebote

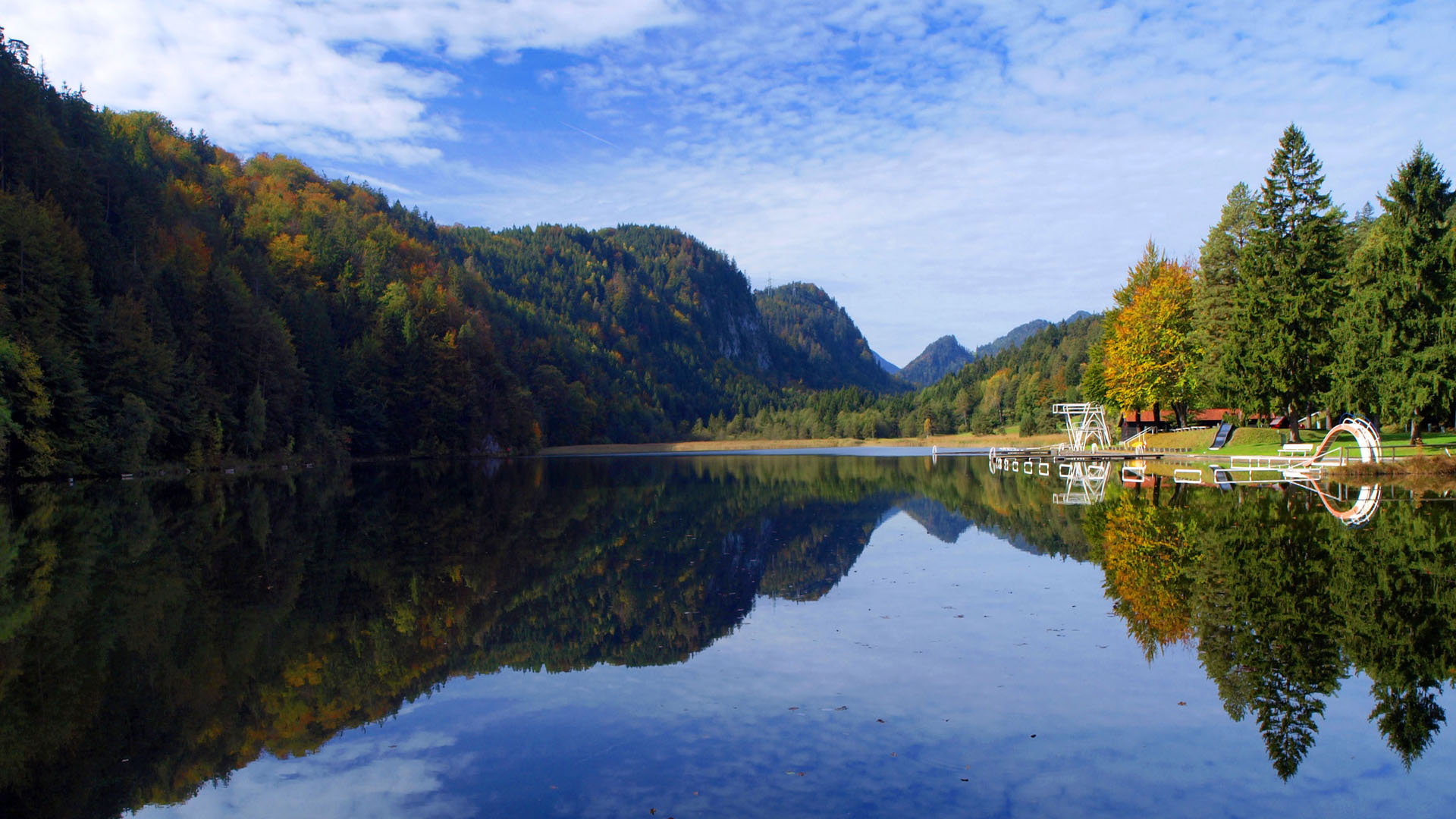
Der Obersee mit Freibad

Im Faulenbacher Tal befinden sich außer den ganzjährig für Trainings- und Wettkampfzwecke nutzbaren Skisprungschanzen Faulenbach-Schanzen zwei Freibäder am Mittersee und am Obersee sowie sechs Tennisplätze. Direkt neben den Seen finden sich Kletterwände, die mit ihrer Nordausrichtung im Sommer die Möglichkeit zum Freiklettern in hohen Schwierigkeitsgraden bieten.
Ebenfalls im Faulenbacher Tal gelegen sind eine Kneippanlage, ein Minigolfplatz und das Tal der Sinne mit dem Pfad der Sinne. Viele Wanderwege führen durch das Faulenbacher Tal und die angrenzenden bewaldeten Hänge.

## Persönlichkeiten
- Joseph Fischer (1704–1771), Rokoko-Stuckateur, geboren in Faulenbach.
- Maximilian von Lingg (1842–1930), Bischof von Augsburg, starb am 31. Mai 1930 in dem von ihm auf dem elterlichen Anwesen gegründeten Priestererholungshaus „Ulrichsheim“ in Bad Faulenbach. Zu seinem 50-jährigen Priesterjubiläum ließ er 1915 in Bad Faulenbach die Kirche St. Max erbauen.
- Oskar Freiwirth-Lützow (1862–1925), Künstler, der im Stil des bürgerlichen Realismus um die Jahrhundertwende vom 19. zum 20. Jahrhundert malte, lebte über zehn Jahre bis zu seinem Tod in Faulenbach.